# Gevågsstranden
Gevågsstranden är en ort i Ragunda distrikt (Ragunda socken) i Ragunda kommun i Jämtlands län. Orten klassades av SCB som småort mellan 1990 och 2010 och åter mellan 2015 och 2020.